# Therwil
Therwil é uma comuna da Suíça, situada no distrito de Arlesheim, no cantão de Basileia-Campo. Tem 7,63 km² de área e sua população em 2018 foi estimada em 9.867 habitantes.